# Daniel Froschauer
Pour les articles homonymes, voir Froschauer.
Daniel Froschauer, né le 30 décembre 1965 à Vienne (Autriche), est un violoniste classique autrichien et membre du conseil d'administration de la Philharmonie de Vienne.

## Biographie
Né à Vienne, Daniel Froschauer est le fils du chef d'orchestre et chef de chœur de l'Opéra national de Vienne, Helmuth Froschauer. Il étudie à la Juilliard School de New York avec Dorothy DeLay et Masao Kawasaki (ca). Il reçoit son éducation de Pinchas Zukerman ainsi que des professeurs Alfred Staar et Alfred Altenburger à Vienne.
En 1990, Daniel Froschauer reçoit le Young Artist Award de Musical America à New York. En 1997, il remporte le concours international Pierre Lantier à Paris. En tant que soliste, Daniel Froschauer joue avec l'Orchestre du Mozarteum de Salzbourg et le New York Symphonic Ensemble. En tant que soliste, il fait ses débuts en 1993 avec une soirée sonate à la salle Brahms du Wiener Musikverein.
En 1998, Daniel Froschauer rejoint le groupe des premiers violons de l'Orchestre de l'Opéra d'État et de l'Orchestre de la Philharmonie de Vienne, dont il est le violon principal depuis 2004. Daniel Froschauer joue du violon "Ex Benvenuti, ex Halphen" d'Antonio Stradivari de 1727 prêté par la Fondation Angelika Prokopp.
Le 1er septembre 2017, il remplace Andreas Großbauer (de) au poste de président du conseil d'administration de l'Orchestre philharmonique.